# Zeven Steden van Cibola
De Zeven Steden van Cibola zijn zeven legendarische steden die zich volgens de overleveringen ergens in het zuidwesten van de Verenigde Staten zouden bevinden. 
De steden zouden bevolkt worden door indianen en over ongekende rijkdommen beschikken.

## Oorsprong van de legende
Mogelijk ligt de oorsprong van de legende niet in Amerika maar in Spanje. Toen de Moren in 1150 het gebied Mérida innamen zouden zeven bisschoppen met een groot aantal schatten weg zijn gevlucht om ze uit handen van de Moren te houden. In een ver en op dat moment onbekend land zou elke bisschop een stad hebben gesticht. Deze steden werden de steden van Cibola en Quivira genoemd. De legende groeide en na verloop van tijd sprak men over steden met een onmetelijke rijkdom.

## Cibola in Amerika
Toen de Spanjaarden de Nieuwe Wereld begonnen te veroveren ontstond het idee dat de steden van Cibola zich misschien op dit continent zouden bevinden.
In 1527 leed een expeditie van de Spaanse conquistador Pánfilo de Narváez schipbreuk voor de kust van het hedendaagse Texas. Álvar Núñez Cabeza de Vaca was een van de weinige overlevenden en leidde de terugtocht, dwars door Texas, New Mexico, Arizona, over het Sierra Madregebergte tot aan de Golf van Californië. Slechts vier mensen overleefden de tocht. Ze vertelden dat ze de indianen over steden hadden horen praten met een enorme rijkdom.
Cibola is ook beschreven door Marcos de Niza, een franciscaner monnik, die beweerde een van de steden van een afstand gezien te hebben tijdens een ontdekkingstocht.
In 1540 vertrok een expeditie van de Spaanse ontdekkingsreiziger Francisco Vásquez de Coronado om deze zeven steden te ontdekken en de vermeende rijkdommen in beslag te nemen. De reis werd echter een teleurstelling en een groot aantal van de expeditieleden is onderweg gestorven.
Ook Antonio de Mendoza en een overlevende van de schipbreuk van Pánfilo de Narváez, genaamd Estebanico hebben een zoektocht opgezet.

## Cibola in fictie
- In de film National Treasure: Book of Secrets uit 2007 speelt Cibola een rol. De stad wordt gevonden door Nicolas Cage en consorten in de nabijheid van Mount Rushmore.
- De 7 Steden van Cibola is ook een album van de stripfiguur Flip Flink uit 1963 van de Belgische stripauteur Eddy Paape.
- In het weekblad Donald Duck is in 1968 een Oom Dagobert-verhaal van Carl Barks uit 1954 over de fabuleuze 7 steden gepubliceerd. In dit verhaal zijn de steden volledig van goud gemaakt. Dit verhaal is ook in de albums Oom Dagobert in: De 7 steden van Cibola uit 1979 en Donald Duck als groentje uit 2005 verschenen.
- De  zeven steden komen ook voor in de strip Mac Coy, in het derde album Het gouden masker.
- In Stephen Kings werk De Beproeving droomt de Trashcan Man over Cibola, waar hij Randall Flagg zal ontmoeten. Dit blijkt uiteindelijk Las Vegas te zijn.

## Trivia

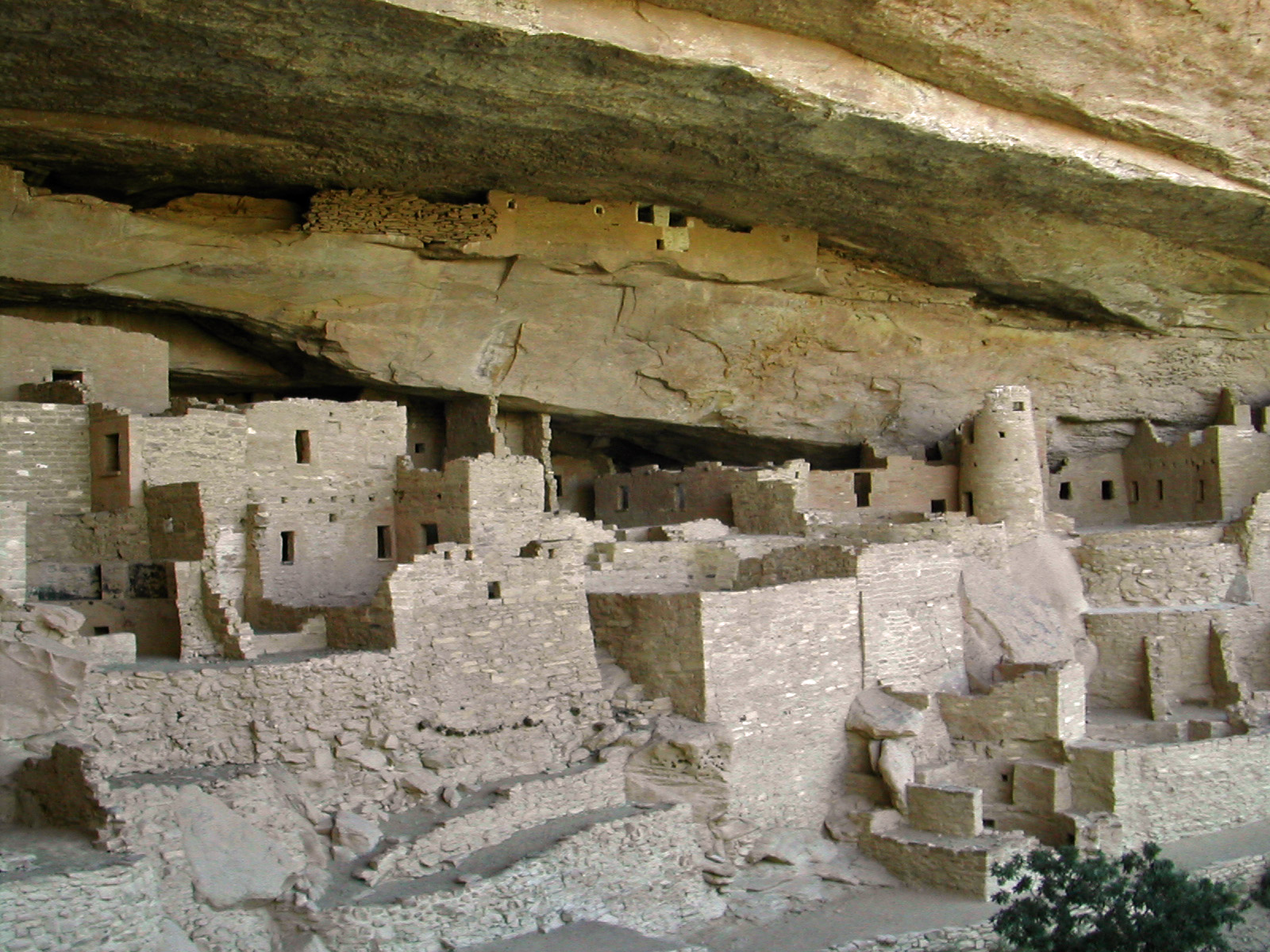
Mesa Verde

- Ten oosten van Cibola zou zich de stad Quivira bevinden. Deze zou door García López de Cárdenas zijn bezocht.
- Cibola is de naam van een plaats in Arizona en een county in New Mexico.
- Elk jaar wordt in de Mexicaanse stad Chihuahua een filmfestival gehouden met de naam Cibola.
- In de woestijn van Arizona zijn wel kleine indianensteden gevonden zoals de klifwoningen rond Montezuma Castle en Mesa Verde. Mogelijk zijn deze aangezien voor de zeven steden.